# Prionostemma fichteri
Prionostemma fichteri is een hooiwagen uit de familie Sclerosomatidae.